# Trente-deux films brefs sur Glenn Gould

Trente-deux films brefs sur Glenn Gould (Thirty Two Short Films About Glenn Gould), est un film canadien réalisé par François Girard et sorti en 1993. Le film, coscénarisé par le cinéaste et Don McKellar, compte trente-deux courtes séquences sur le pianiste prodige canadien Glenn Gould, interprété  par Colm Feore.

## Le film
Le film présente une série de trente et un courts métrages (le trente-deuxième est le générique final). Ce sont notamment des documentaires (cinq entretiens avec des personnes qui le connaissaient), des reconstitutions de scènes de la vie de Gould et divers objets bizarres (comme Gould rencontre McLaren, séquence dans laquelle des sphères se déplaçant sur la musique de Gould rappellent celles des animations de Norman McLaren). Chaque segment a une longueur allant de  moins d'une minute à six minutes.

### Bande son
La bande son est presque entièrement constituée d'enregistrements de Gould. Une exception notable est l'ouverture de Tristan und Isolde de Wagner. La bande son inclut quelques morceaux célèbres, les Variations Goldberg et Le Clavier bien tempéré de Johann Sebastian Bach.

## Fiche technique
- Titre original : Thirty Two Short Films About Glenn Gould
- Titre français canadien : Trente-deux films brefs sur Glenn Gould
- Titre français de France : Thirty Two Short Films About Glenn Gould
- Réalisation : François Girard
- Producteurs : Michael Allder, Niv Fichman, Barbara Willis Sweete, Larry Weinstein
- Scénario : François Girard, Don McKellar
- Pays d'origine :  Canada
- Durée : 98 minutes
- Langues : anglais, français
- Dates de sortie : 
  - Canada : 14 septembre 1993 (Festival du film de Toronto)
  - États-Unis : 26 novembre 1993

## Distribution
- Colm Feore : Glenn Gould
- Derek Keurvorst : le père de Gould
- Katya Ladan : la mère de Gould
- Devon Anderson : Glenn Gould, âgé de 3 ans
- Joshua Greenblatt : Glenn Gould, âgé de 8 ans
- Sean Ryan : Glenn Gould, âgé de 12 ans
- Kate Hennig : la femme de chambre
- Sean Doyle
- Sharon Bernbaum : la femme guide
- Don McKellar : le promoteur du concert
- David Hughes : le machiniste
- Carlo Rota : le producteur de C.B.S.
- Peter Millard : l'ingénieur de C.B.S.
- John Dolan : l'assistant ingénieur de C.B.S.
- Allegra Fulton : la serveuse

## Les 32 segments
1. Aria
2. Lake Simcoe
3. Forty-Five Seconds and a Chair
4. Bruno Monsaingeon : musicien et collaborateur de Gould
5. Gould Meets Gould : texte de Glenn Gould
6. Hamburg
7. Variation in c minor
8. Practice
9. The L. A. Concert
10. CD318
11. Yehudi Menuhin, le violoniste
12. Passion According to Gould
13. Opus 1 : une composition de Glenn Gould
14. Crossed Paths
15. Truck Stop
16. The Idea of North : un documentaire de Glenn Gould
17. Solitude
18. Questions with No Answers
19. A Letter
20. Gould Meets McLaren : animation par Norman McLaren
21. The Tip
22. Personal Ad
23. Pills
24. Margaret Pacsu : l'ami
25. Diary of One Day
26. Motel Wawa
27. Forty-Nine
28. Jessie Greig : le cousin
29. Leaving
30. Voyager
31. Aria
32. End Credits

## Prix, récompenses et hommages
Le film a remporté quatre Genie Awards et le prix du meilleur long métrage canadien au Festival international du film de Toronto.
La structure et le style de l'épisode 22 courts-métrages sur Springfield des Simpsons (première diffusion le 14 avril 1996) est inspiré par ce film de même que le court Animaniacs intitulé Dix courts-métrages sur Wakko Warner. 
Le titre a également inspiré la morceau de Cory Arcangel, Quelques milliers de courts-métrages sur Glenn Gould (2007).